# مری هریس تامپسون
مری هریس تامپسون (انگلیسی: Mary Harris Thompson; ۱۵ آوریل ۱۸۲۹ – ۲۱ مهٔ ۱۸۹۵) بنیان‌گذار، پزشک ارشد و جراح بیمارستان زنان و کودکان شیکاگو بود که پس از مرگ او در سال ۱۸۹۵ به نام بیمارستان مری هریس تامپسون تغییر نام داد. او یکی از نخستین زنانی بود که در شیکاگو به طبابت پرداخت و در ارتقای سلامت خانواده‌های کهنه‌سربازان جنگ داخلی نقش داشت. در طول زندگی خود، او مشارکت‌های بی‌شماری در زمینه علم و آموزش انجام داد که اثراتی ماندگار برجای گذاشت.: pp.7 

## اوایل زندگی و تحصیلات
تامپسون در ۱۵ آوریل ۱۸۲۹ در فورت آن، شهرستان واشینگتن، نیویورک به دنیا آمد. او دختر جان هریس و کالیستا کوربین تامپسون بود.: pp.9  تحصیلات ابتدایی خود را در مدرسه‌ای محلی آغاز کرد و سپس به مؤسسه فورت ادوارد در نیویورک منتقل شد که کلاس‌های آمادگی دانشگاهی و سایر دوره‌ها را ارائه می‌داد. او تحصیلات خود را در آکادمی کنفرانس تروی، یک مدرسه متدیست در وست پالتنی، ورمانت ادامه داد و در سال ۱۸۶۰ در کالج پزشکی زنان نیوانگلند در بوستون ثبت‌نام کرد؛ این کالج به‌عنوان قدیمی‌ترین مؤسسه پزشکی اختصاصی برای آموزش زنان شناخته می‌شود. در این زمان، او یک سال کارآموزی در درمانگاه نیویورک برای زنان و کودکان گذراند؛ این درمانگاه توسط پزشکان امیلی و الیزابت بلک‌ول تأسیس شده بود. الیزابت بلک‌ول افتخار داشت که نخستین زنی باشد که در آمریکا وارد مدرسه پزشکی شد و راه را برای نسل‌های بعدی زنان در پزشکی، از جمله تامپسون، هموار کرد. تامپسون در سال ۱۸۶۳ از اولین مدرسه پزشکی مختص زنان، مدرک پزشکی خود را دریافت کرد. در سال ۱۸۹۰، کالج پزشکی شیکاگو مدرک افتخاری اد اندم به تامپسون اعطا کرد.

## حرفه
پس از فارغ‌التحصیلی از کالج پزشکی زنان نیوانگلند، تامپسون به شیکاگو نقل‌مکان کرد؛ شهری که تنها سی سال از تأسیس آن می‌گذشت و رقابت اندکی برای یک پزشک زن وجود داشت. او در ابتدا در شعبه شیکاگو کمیسیون بهداشتی شمال‌غرب (یکی از شاخه‌های کمیسیون بهداشتی ایالات متحده) برای ویلیام جی. دیاس و میراندا دیاس کار می‌کرد و به خانواده‌های کهنه‌سربازان جنگ داخلی در شیکاگو خدمات درمانی ارائه می‌داد. در این مرحله از حرفه‌اش، تامپسون در توانایی مراقبت از بیماران با محدودیت مواجه بود؛ زنان هنوز اجازه عضویت در کادر درمانی بیمارستان‌های شیکاگو را نداشتند و دست‌کم یک بیمارستان منطقه‌ای حتی از پذیرش بیماران زن نیز امتناع می‌کرد.
سپس او با کمک کشیش ویلیام آر. رایدر که برای پروژه کمک مالی جمع‌آوری کرد، بیمارستان خودش را تأسیس کرد. در ماه مه ۱۸۶۵، بیمارستان زنان و کودکان شیکاگو افتتاح شد و تامپسون به‌عنوان جراح ارشد، پزشک و رئیس کادر درمانی منصوب شد – سمَت‌هایی که تا پایان عمر در اختیار داشت. او خیلی زود به تنها زنی در شیکاگو تبدیل شد که عمل‌های جراحی عمده انجام می‌داد. در کنار جراح و پزشک بودن، تامپسون در عرصه پزشکی مشارکت‌های دیگری نیز داشت؛ از جمله اختراع ابزارهای جراحی مانند سوزن شکمی، که مورد استفاده بسیاری از متخصصان پزشکی دیگر قرار گرفت.
در سال ۱۸۷۰، تامپسون کالج پزشکی بیمارستان زنان را تأسیس کرد. او به‌سرعت یکی از نه عضو اولیه هیئت علمی این کالج شد و تا سال ۱۸۷۹، زمانی که کالج از بیمارستان جدا شد، در این نقش خدمت کرد. در سال ۱۸۷۴، او هدایت یک مدرسه پرستاری در داخل بیمارستان را آغاز کرد و در سال ۱۸۹۲، به‌عنوان استاد بالینی زنان‌پزشکی به هیئت علمی مدرسه پزشکی زنان دانشگاه نورث‌وسترن پیوست.